# GAZ-3105 Wolga
Der GAZ-3105 Wolga (russisch ГАЗ-3105 Волга) ist ein Automobil, das von 1992 bis 1996 im Gorkowski Awtomobilny Sawod (GAZ) in Nischni Nowgorod hergestellt wurde.

## Geschichte
In den 1980er Jahren suchte GAZ nach einem neuen und modernen Fahrzeug als Ersatz für die alternde obere Mittelklasse GAZ-3102 Wolga, aber auch für die größere Limousine GAZ-14 Tschaika. Aus diesem Grund begann GAZ mit der Entwicklung einer neuen Fahrzeugfamilie mit Front-, Heck- und Allradantrieb, die Modelle wurden je nach Version GAZ-3103, GAZ-3104 und GAZ-3105 benannt.
Diese Fahrzeuge basierten teilweise auf dem Audi 100/200 der dritten Generation, von dem der Querschnitt der Karosserie entlang der B-Säule, die Getriebeanordnung sowie einige andere mechanische Teile stammten. Da er jedoch viel kleiner und etwas leistungsschwächer als der GAZ-14 war, sollte er in der Produktpalette von GAZ zwischen dem GAZ-3102 und dem GAZ-14 platziert werden. Im Vergleich zu den Fahrzeugen der Wolga-Reihe, die vom GAZ-24 abgeleitet waren (GAZ-3102, GAZ-31029, GAZ-3110 und GAZ-31105), hatte der GAZ-3105 eine völlig neue Karosserie und nur wenige interne Komponenten mit ihnen gemeinsam.
Aufgrund vieler wirtschaftlicher Probleme bei GAZ wurde die Entwicklung mehrmals gestoppt, schlussendlich begann 1992 nur die Produktion des GAZ-3105, während die anderen billigeren Varianten aufgegeben wurden. Auch nach Produktionsbeginn erschwerte die wirtschaftliche Situation im postsowjetischen Russland den Absatz, am Ende wurden nur 55 Fahrzeuge produziert. Dennoch versuchte GAZ, eine zweite Generation des GAZ-3105 zu fertigen und präsentierte auf der Moskauer Automobilausstellung 1996 einen modernisierten Prototyp. Das Projekt wurde schließlich zugunsten des GAZ-3111 Wolga aufgegeben, der ebenso wenig erfolgreich war.

## Daten
Für 1998 sind verschiedene Ottomotoren angegeben. Der Vierzylinder-Reihenmotor hatte 2287 cm³ Hubraum und leistete 110 kW. Der V6-Motor hatte 3378 cm³ Hubraum und 143 kW.
Die Fahrzeuge waren 505 cm lang, 180 cm breit und 143 cm hoch. Der Radstand betrug 287 cm und die Spurweite 151,5 cm. Die Fahrzeuge wogen mit dem kleineren Motor ab 1650 kg und mit dem größeren Motor 1800 kg.
Einzige Karosseriebauform war eine viertürige Limousine mit fünf Sitzen.